# Guercif
Guercif, Garsif o Agarsif (àrab: جرسيف, Jarsīf; amazic estàndard marroquí: ⴳⴰⵔⵙⵉⴼ, Garsif) és una vila del Marroc, a la regió de L'Oriental. La seva població el 2004 era de 57.307 habitants. Està a mig camí entre Oujda i Fes, i a 135 km al sud de Nador. El cercle de Guercif pertany a la província de Guercif. La població pertany a les tribus Hawwara, Ulad Rahu, Lbranes i Beni Ouiarine.

## Etimologia
El seu nom derivaria dels arbres plens de fulles que semblaven espases (الـســيـوف); una altra teoria és que vol dir ‘tirar l'espasa’ (àrab: ar) perquè aquí fou atrapat i mort per l'espasa (سـيـف) Jarir Chamakh, després de matar el sultà Mulay Idris Ibn Abd Allah; i la tercera teoria és que deriva de l'amazic ajar o gar (أجـار, ‘intersecció’) i sakine o asif (ساقـيـن, ‘dos cursos d'aigua’) i ajuntant les dues paraules es va transformar en أجـار ساقـيـن i, després, جـرسـيـف.

## Història
Podria correspondre a la Galapha de Ptolemeu, però aquesta és més probablement Taourirt. La seva fundació s'hauria produït el segle ix pels Banu Abi l-Afiya una de les tribus dels amazics miknasa que habitaven al Moulouya. Fou el centre dels estats de Musa ibn Abi l-Afiya i, a la seva mort el 938, dels seus fills, que van lluitar contra els idríssides i després contra els fatimites.
Fou destruïda per l'almoràvit Yusuf ibn Tashfin el 1080 i no es va recuperar. Al segle xiii la van poblar els Banu Marín tribu dels amazics zeneta que la feien servir alguns mesos de terreny de pastura i per guardar els cereals.
Després de la batalla d'al-Ukab que va debilitar als almohades el 1213 fou ocupada permanentment pels Banu Marín junt amb tota la regió del baix Moulouya. El 1248 fou a l'entorn d'aquesta ciutat que els Banu Marín van atacar als almohades que es retiraven de Tlemcen cap a Fes, i van saquejar la columna. Vers 1275 els Banu Marín (marínides) havien de fer front a l'amenaça dels zayyànides de Tlemcen, però eren els amos de tot el Marroc. Guercif, Dubdu i Taourirt van formar una marca (taghr) a les seves possessions orientals, que aturava als zayyànides. El 1321 el sultà marínida Abu Said va fer reconstruir les muralles. Revoltada la ciutat contra els marínides fou destruïda i les muralles enderrocades per Abu Inan; a la mort d'aquest el 1385, Wanzammar ibn Arif xeic dels àrabs Suwayd i comandant de les tribus beduïnes fidels als marínides (i tutor dels sobirans marínides), es va crear un feu a Guercif amb centre a la fortalesa de Murada a uns 15 km al nord-oest, a la vora del Moulouya, i va fer front a diversos atacs dels sobirans de Tlemcen; Guercif fou saquejada més d'una vegada en els següents cent anys.
Va perdre importància quan el límit amb l'Algèria dominada pels otomans es va establir a l'est d'Oujda. Sota sadites i alàwides, Taourirt va ser el lloc de preferència.
El 1912 fou ocupada per França, i per un moment va adquirir renom com a estació final temporalment del ferrocarril d'Oujda a Fes però quan la via fèrria es va allargar fins a Taza i després fins a Fes va deixar de ser punt de referència. Al segle xx va estar habitada pels hawwara nòmades, pastors de cabres.